# Hokej na lodzie na Zimowej Uniwersjadzie 2013 – turniej mężczyzn
Turniej mężczyzn rozgrywany jest po raz dwudziesty drugi w historii. Uczestniczy w nim dwanaście zespołów. Rozgrywki podzielone zostały na dwie fazy. Najpierw wszystkiego zespoły mierzą się ze sobą w fazie grupowej, w której zostały podzielone na trzy grupy. Rozgrywki tej fazy rozgrywane są systemem kołowym. Do fazy pucharowej awansują dwie najlepsze drużyny z każdej grupy oraz dwie drużyny z trzecich miejsc z najlepszym bilansem. Pozostałe zespoły walczyć będą o miejsca 9–12.

## Faza grupowa

### Grupa A
|                   | M | Pkt | Z | Zd | Pd | P | G+ | G- | +/− |
| ----------------- | - | --- | - | -- | -- | - | -- | -- | --- |
| Włochy            | 3 | 6   | 2 | 0  | 0  | 1 | 11 | 7  | +4  |
| Stany Zjednoczone | 3 | 5   | 1 | 1  | 0  | 1 | 6  | 7  | –1  |
| Łotwa             | 3 | 4   | 1 | 0  | 1  | 1 | 9  | 9  | 0   |
| Szwecja           | 3 | 3   | 1 | 0  | 0  | 2 | 6  | 9  | –3  |

| 10 grudnia 2013 | Włochy | 4:2 | Łotwa | Stadio del Ghiaccio „Gianmario Scola”, Val di Fassa |

| Szczegóły      | Szczegóły                                                                              | Szczegóły       | Szczegóły                                     | Szczegóły                                                                             |
| -------------- | -------------------------------------------------------------------------------------- | --------------- | --------------------------------------------- | ------------------------------------------------------------------------------------- |
| Godzina: 16:30 | S. Kostner (PP) 03:51 M. Borghi (EQ) 33:25 P. Canale (EQ) 39:13 F. Gilmozzi (EQ) 41:11 | (1:0, 2:0, 1:2) | 45:39 (EQ) J. Bullitis 50:06 (PP) A. Birstins | Widzów: 342 Sędzia główny: Robert Hallin Sędziowie liniowi: Remi Aasum Gustav Jonsson |
| Godzina: 16:30 | 8 min kar                                                                              |                 | 14 min kar                                    | Widzów: 342 Sędzia główny: Robert Hallin Sędziowie liniowi: Remi Aasum Gustav Jonsson |

| 10 grudnia 2013 | Szwecja | 0:2 | Stany Zjednoczone | Stadio del Ghiaccio „Gianmario Scola”, Val di Fassa |

| Szczegóły      | Szczegóły  | Szczegóły       | Szczegóły                                    | Szczegóły                                                                                   |
| -------------- | ---------- | --------------- | -------------------------------------------- | ------------------------------------------------------------------------------------------- |
| Godzina: 20:30 |            | (0:1, 0:0, 0:1) | 16:57 (EQ) Ch. Joseph 59:49 (ENG) R. Bodette | Widzów: 712 Sędzia główny: Mario Maillet Sędziowie liniowi: Lauri Nikulainen Peter Sheppard |
| Godzina: 20:30 | 30 min kar |                 | 34 min kar                                   | Widzów: 712 Sędzia główny: Mario Maillet Sędziowie liniowi: Lauri Nikulainen Peter Sheppard |

| 13 grudnia 2013 | Szwecja | 4:2 | Włochy | Stadio del Ghiaccio „Gianmario Scola”, Val di Fassa |

| Szczegóły      | Szczegóły                                                                                            | Szczegóły       | Szczegóły                                     | Szczegóły                                                                                   |
| -------------- | --- | --------------- | --------------------------------------------- | ------------------------------------------------------------------------------------------- |
| Godzina: 16:30 | J.A. Ljunggren (EQ) 21:47 J. Thomson (EQ) 32:01 P.K.J. Aronsson (PP) 39:31 S.H. Bergqvist (EQ) 42:36 | (0:1, 3:0, 1:1) | 12:07 (PP) S. Kostner 40:51 (PP) F. de Biasio | Widzów: 412 Sędzia główny: Marian Rohatsch Sędziowie liniowi: Marcus Hofer Frederic Monnaje |
| Godzina: 16:30 | 10 min kar                                                                                           |                 | 8 min kar                                     | Widzów: 412 Sędzia główny: Marian Rohatsch Sędziowie liniowi: Marcus Hofer Frederic Monnaje |

| 13 grudnia 2013 | Łotwa | 2:3 pd. | Stany Zjednoczone | Stadio del Ghiaccio „Gianmario Scola”, Val di Fassa |

| Szczegóły      | Szczegóły                                  | Szczegóły            | Szczegóły                                                             | Szczegóły                                                                                |
| -------------- | ------------------------------------------ | -------------------- | --------------------------------------------------------------------- | ---------------------------------------------------------------------------------------- |
| Godzina: 20:30 | M. Komuls (PP) 11:48 A. Batraks (PP) 39:05 | (1:1, 1:1, 0:0, 0:1) | 16:09 (PP2) B. Mc Ginty 29:35 (PP) R. Bodette 62:29 (PP) P. Wendecker | Widzów: 215 Sędzia główny: Lars Johan Hall Sędziowie liniowi: Gustav Jonsson Simone Lega |
| Godzina: 20:30 | 22 min kar                                 |                      | 16 min kar                                                            | Widzów: 215 Sędzia główny: Lars Johan Hall Sędziowie liniowi: Gustav Jonsson Simone Lega |

| 15 grudnia 2013 | Włochy | 5:1 | Stany Zjednoczone | Stadio del Ghiaccio „Gianmario Scola”, Val di Fassa |

| Szczegóły      | Szczegóły                                                                                                   | Szczegóły       | Szczegóły              | Szczegóły                                                                                |
| -------------- | --- | --------------- | ---------------------- | ---------------------------------------------------------------------------------------- |
| Godzina: 16:30 | P. Mair (PP) 05:02 M. Borghi (PP2) 26:31 T. Migliore (PP) 27:34 T. Migliore (EQ) 33:46 M. Borghi (EQ) 54:20 | (1:0, 3:0, 1:1) | 42:48 (PP) B. Mc Ginty | Widzów: 880 Sędzia główny: Robert Czech Sędziowie liniowi: Thomas Pettersen Martin Smrek |
| Godzina: 16:30 | 22 min kar                                                                                                  |                 | 14 min kar             | Widzów: 880 Sędzia główny: Robert Czech Sędziowie liniowi: Thomas Pettersen Martin Smrek |

| 15 grudnia 2013 | Szwecja | 2:5 | Łotwa | Stadio del Ghiaccio „Gianmario Scola”, Val di Fassa |

| Szczegóły      | Szczegóły                                   | Szczegóły       | Szczegóły | Szczegóły                                                                                  |
| -------------- | ------------------------------------------- | --------------- | --- | ------------------------------------------------------------------------------------------ |
| Godzina: 20:30 | K. Bolke (EQ) 18:59 J. Lindkvist (PP) 37:46 | (1:2, 1:1, 0:2) | 02:43 (EQ) K. Brants 04:51 (EQ) M. Komuls 25:50 (PP) K. Apsitis 57:34 (EQ) K. Legzdins 59:16 (EQ) (ENG) M. Komuls | Sędzia główny: Ville Johannes Stigell Sędziowie liniowi: Jiri Ondracek Federico Stefenelli |
| Godzina: 20:30 | 10 min kar                                  |                 | 8 min kar | Sędzia główny: Ville Johannes Stigell Sędziowie liniowi: Jiri Ondracek Federico Stefenelli |

### Grupa B
|                 | M | Pkt | Z | Zd | Pd | P | G+ | G- | +/− |
| --------------- | - | --- | - | -- | -- | - | -- | -- | --- |
| Rosja           | 3 | 9   | 3 | 0  | 0  | 0 | 20 | 2  | +18 |
| Słowacja        | 3 | 5   | 1 | 1  | 0  | 1 | 15 | 7  | +8  |
| Czechy          | 3 | 4   | 1 | 0  | 1  | 1 | 15 | 10 | +5  |
| Wielka Brytania | 3 | 0   | 0 | 0  | 0  | 3 | 0  | 31 | –31 |

| 12 grudnia 2013 | Rosja | 8:0 | Wielka Brytania | Stadio del Ghiaccio „Gianmario Scola”, Val di Fassa |

| Szczegóły      | Szczegóły | Szczegóły       | Szczegóły | Szczegóły                                                                                   |
| -------------- | --- | --------------- | --------- | ------------------------------------------------------------------------------------------- |
| Godzina: 16:30 | A. Diemidow (EQ) 03:49 A. Podszendiałow (EQ) 07:43 J. Nazarow (EQ) 26:34 J. Aleszyn (EQ) 33:59 W. Mordwinow (PP) 35:33 P. Kopytin (PP) 44:07 P. Kopytin (EQ) 48:11 W. Mordwionow (EQ) 49:24 | (2:0, 3:0, 3:0) |           | Widzów: 235 Sędzia główny: Robert Czech Sędziowie liniowi: Martin Smrek Federico Stefenelli |
| Godzina: 16:30 | 4 min kar |                 | 8 min kar | Widzów: 235 Sędzia główny: Robert Czech Sędziowie liniowi: Martin Smrek Federico Stefenelli |

| 12 grudnia 2013 | Słowacja | 3:2 pk. | Czechy | Stadio del Ghiaccio „Gianmario Scola”, Val di Fassa |

| Szczegóły      | Szczegóły                                                      | Szczegóły                 | Szczegóły                                | Szczegóły                                                                                 |
| -------------- | -------------------------------------------------------------- | ------------------------- | ---------------------------------------- | ----------------------------------------------------------------------------------------- |
| Godzina: 20:30 | M. Baran (EQ) 05:57 M. Baran (EQ) 37:10 M. Kalinac (PEN) 60:00 | (1:1, 1:0, 0:1, 0:0, 1:0) | 06:25 (EQ) D. Matula 42:31 (PP) J. Babka | Widzów: 380 Sędzia główny: Lars Johan Hall Sędziowie liniowi: Remi Aasum Thomas Pettersen |
| Godzina: 20:30 | 10 min kar                                                     |                           | 14 min kar                               | Widzów: 380 Sędzia główny: Lars Johan Hall Sędziowie liniowi: Remi Aasum Thomas Pettersen |

| 14 grudnia 2013 | Czechy | 1:7 | Rosja | Stadio del Ghiaccio „Gianmario Scola”, Val di Fassa |

| Szczegóły      | Szczegóły              | Szczegóły       | Szczegóły | Szczegóły                                                                                   |
| -------------- | ---------------------- | --------------- | --- | ------------------------------------------------------------------------------------------- |
| Godzina: 16:30 | L. Kovarik (PP2) 30:35 | (0:2, 1:2, 0:3) | 07:35 (EQ) K. Turiukin 12:57 (EQ) K. Putiłow 22:11 (EQ) J. Aleszyn 26:31 (PP) A. Sumin 41:52 (EQ) A. Ugolnikow 53:40 (EQ) A. Szczerbina 59:25 (EQ) K. Turukin | Widzów: 267 Sędzia główny: Mario Maillet Sędziowie liniowi: Thomas Pettersen Peter Sheppard |
| Godzina: 16:30 | 12 min kar             |                 | 20 min kar | Widzów: 267 Sędzia główny: Mario Maillet Sędziowie liniowi: Thomas Pettersen Peter Sheppard |

| 14 grudnia 2013 | Wielka Brytania | 0:11 | Słowacja | Stadio del Ghiaccio „Gianmario Scola”, Val di Fassa |

| Szczegóły      | Szczegóły  | Szczegóły       | Szczegóły | Szczegóły                                                                                    |
| -------------- | ---------- | --------------- | --- | -------------------------------------------------------------------------------------------- |
| Godzina: 20:30 |            | (0:4, 0:1, 0:6) | 02:49 (EQ) R. Cutt 04:40 (EQ) E. Piacka 06:44 (EQ) T. Tartal 12:42 (EQ) (EA) M. Kalinac 20:13 (EQ) M. Balaz 43:47 (PP2) B. Varga 44:54 (PP) D. Kramar 45:19 (EQ) D. Brejcak 47:23 (EQ) M. Habsuda 52:58 (PP) T. Daniska 54:59 (EQ) P. Gapa | Widzów: 182 Sędzia główny: Ville Johannes Stigell Sędziowie liniowi: Remi Aasum Marcus Hofer |
| Godzina: 20:30 | 16 min kar |                 | 8 min kar | Widzów: 182 Sędzia główny: Ville Johannes Stigell Sędziowie liniowi: Remi Aasum Marcus Hofer |

| 16 grudnia 2013 | Rosja | 5:1 | Słowacja | Stadio del Ghiaccio „Gianmario Scola”, Val di Fassa |

| Szczegóły      | Szczegóły | Szczegóły       | Szczegóły             | Szczegóły                                                                                       |
| -------------- | --- | --------------- | --------------------- | ----------------------------------------------------------------------------------------------- |
| Godzina: 16:30 | J. Nazarow (PP) 13:54 P. Kopytin (EQ) 17:53 W. Mordwinow (EQ) 20:52 W. Mienszykow (PP) 33:33 K. Polanski (EQ) 47:22 | (2:1, 2:0, 1:0) | 03:26 (PP) O. Gmitter | Widzów: 284 Sędzia główny: Marian Rohatsch Sędziowie liniowi: Frederic Monnaje Lauri Nikulainen |
| Godzina: 16:30 | 16 min kar |                 | 24 min kar            | Widzów: 284 Sędzia główny: Marian Rohatsch Sędziowie liniowi: Frederic Monnaje Lauri Nikulainen |

| 16 grudnia 2013 | Czechy | 12:0 | Wielka Brytania | Stadio del Ghiaccio „Gianmario Scola”, Val di Fassa |

| Szczegóły      | Szczegóły | Szczegóły       | Szczegóły  | Szczegóły                                                                          |
| -------------- | --- | --------------- | ---------- | ---------------------------------------------------------------------------------- |
| Godzina: 20:30 | A. Ruzicka (EQ) 01:20 K. Richter (EQ) 03:29 L. Kovarik (EQ) 04:13 P. Novak (EQ) 05:30 R. Vanek (EQ) 19:37 P. Poulicek (EQ) 19:47 R. Vanek (EQ) 32:44 J. Babka (SH) 38:44 J. Kolda (PP2) 41:04 D. Matula (EQ) 44:11 D. Steiner (EQ) 51:20 O. Peska (EQ) 58:36 | (6:0, 2:0, 4:0) |            | Widzów: 75 Sędzia główny: Robert Hallin Sędziowie liniowi: Remi Aasum Marcus Hofer |
| Godzina: 20:30 | 4 min kar |                 | 12 min kar | Widzów: 75 Sędzia główny: Robert Hallin Sędziowie liniowi: Remi Aasum Marcus Hofer |

### Grupa C
|            | M | Pkt | Z | Zd | Pd | P | G+ | G- | +/− |
| ---------- | - | --- | - | -- | -- | - | -- | -- | --- |
| Kazachstan | 3 | 9   | 3 | 0  | 0  | 0 | 11 | 5  | +6  |
| Kanada     | 3 | 6   | 2 | 0  | 0  | 1 | 25 | 5  | +20 |
| Ukraina    | 3 | 2   | 0 | 1  | 0  | 2 | 6  | 18 | –12 |
| Japonia    | 2 | 1   | 0 | 0  | 1  | 2 | 5  | 19 | –14 |

| 10 grudnia 2013 | Kanada | 12:1 | Japonia | Stadio del Ghiaccio di Cavalese, Cavalese |

| Szczegóły      | Szczegóły | Szczegóły       | Szczegóły            | Szczegóły                                                                              |
| -------------- | --- | --------------- | -------------------- | -------------------------------------------------------------------------------------- |
| Godzina: 20:00 | C. Tanaka (SH) 05:16 N. MacNeil (EQ) 07:11 N. MacNeil (SH) 08:56 M. Cazzola (EQ) 12:55 N. MacNeil (EQ) 19:58 N. MacNeil (PP) 39:01 M. Kirkpatrick (EQ) 41:51 C. Tanaka (PP) 45:00 E. Faille (PP) 45:12 L. Bloodoff (PP) 50:00 P. A. Vandall (EQ) 50:14 E. Faille (EQ) 50:59 | (5:1, 1:0, 6:0) | 12:14 (PP2) R. Omiya | Widzów: 475 Sędzia główny: Marian Rohatsch Sędziowie liniowi: Markus Hofer Simone Lega |
| Godzina: 20:00 | 29 min kar |                 | 31 min kar           | Widzów: 475 Sędzia główny: Marian Rohatsch Sędziowie liniowi: Markus Hofer Simone Lega |

| 12 grudnia 2013 | Kazachstan | 4:2 | Ukraina | Stadio del Ghiaccio di Cavalese, Cavalese |

| Szczegóły      | Szczegóły                                                                                   | Szczegóły       | Szczegóły                                       | Szczegóły                                                                                           |
| -------------- | ------------------------------------------------------------------------------------------- | --------------- | ----------------------------------------------- | --------------------------------------------------------------------------------------------------- |
| Godzina: 20:00 | J. Rymariew (EQ) 03:21 J. Rymariew (PP) 17:48 A. Ignatienko (EQ) 31:07 A. Zubkow (PP) 43:34 | (2:1, 1:0, 1:1) | 06:07 (EQ) O. Wojczeniski 51:27 (PP) S. Babinec | Widzów: 286 Sędzia główny: Ville Johannes Stigell Sędziowie liniowi: Frederic Monnaje Jiri Ondracek |
| Godzina: 20:00 | 8 min kar                                                                                   |                 | 18 min kar                                      | Widzów: 286 Sędzia główny: Ville Johannes Stigell Sędziowie liniowi: Frederic Monnaje Jiri Ondracek |

| 13 grudnia 2013 | Kanada | 11:0 | Ukraina | Stadio del Ghiaccio di Cavalese, Cavalese |

| Szczegóły      | Szczegóły | Szczegóły       | Szczegóły   | Szczegóły                                                                                        |
| -------------- | --- | --------------- | ----------- | ------------------------------------------------------------------------------------------------ |
| Godzina: 20:00 | E. Faille (EQ) 13:28 E. Faille (PP) 17:18 M. Cazzola (EQ) 18:10 J. Day (EQ) 25:05 P.A. Vandall (PP) 25:34 N. MacNeil (EQ) 26:29 C. Tanaka (EQ) 28:39 C. Tanaka (PP) 31:08 L. Heelis (EQ) 42:39 N. MacNeil (EQ) 46:21 M. Kirkpatrick (EQ) 46:32 | (3:0, 5:0, 3:0) |             | Widzów: 540 Sędzia główny: Robert Hallin Sędziowie liniowi: Lauri Nikulainen Federico Stefenelli |
| Godzina: 20:00 | 60 min kar |                 | 101 min kar | Widzów: 540 Sędzia główny: Robert Hallin Sędziowie liniowi: Lauri Nikulainen Federico Stefenelli |

| 14 grudnia 2013 | Kazachstan | 3:1 | Japonia | Stadio del Ghiaccio di Cavalese, Cavalese |

| Szczegóły      | Szczegóły                                                              | Szczegóły       | Szczegóły            | Szczegóły                                                                             |
| -------------- | ---------------------------------------------------------------------- | --------------- | -------------------- | ------------------------------------------------------------------------------------- |
| Godzina: 20:00 | K. Sawienkow (EQ) 04:31 K. Sawienkow (SH) 32:46 A. Woroncow (PP) 56:14 | (1:0, 1:0, 1:1) | 43:47 (PP2) H. Satoh | Widzów: 290 Sędzia główny: Robert Czech Sędziowie liniowi: Jiri Ondracek Martin Smrek |
| Godzina: 20:00 | 16 min kar                                                             |                 | 14 min kar           | Widzów: 290 Sędzia główny: Robert Czech Sędziowie liniowi: Jiri Ondracek Martin Smrek |

| 15 grudnia 2013 | Kanada | 2:4 | Kazachstan | Stadio del Ghiaccio di Cavalese, Cavalese |

| Szczegóły      | Szczegóły                                   | Szczegóły       | Szczegóły                                                                                      | Szczegóły                                                                                |
| -------------- | ------------------------------------------- | --------------- | ---------------------------------------------------------------------------------------------- | ---------------------------------------------------------------------------------------- |
| Godzina: 20:00 | T. Carroll (EQ) 13:31 S. Lacroix (EQ) 44:57 | (1:0, 0:3, 1:1) | 20:32 (PP) L. Mietalnikow 29:22 (EQ) N. Kowzałow 37:26 (SH) J. Rymariew 58:27 (PP) J. Rymariew | Widzów: 620 Sędzia główny: Lars Johan Hall Sędziowie liniowi: Gustav Jonsson Simone Lega |
| Godzina: 20:00 | 16 min kar                                  |                 | 8 min kar                                                                                      | Widzów: 620 Sędzia główny: Lars Johan Hall Sędziowie liniowi: Gustav Jonsson Simone Lega |

| 16 grudnia 2013 | Ukraina | 4:3 pk. | Japonia | Stadio del Ghiaccio di Cavalese, Cavalese |

| Szczegóły      | Szczegóły                                                                                        | Szczegóły                 | Szczegóły                                                     | Szczegóły                                                                                 |
| -------------- | ------------------------------------------------------------------------------------------------ | ------------------------- | ------------------------------------------------------------- | ----------------------------------------------------------------------------------------- |
| Godzina: 20:00 | D. Konin (EQ) 50:19 W. Kiriczenko (EQ) (EA) 52:12 O. Zadojenko (EQ) 53:15 M. Bucenko (PEN) 65:00 | (0:1, 0:1, 3:1, 0:0, 1:0) | 10:22 (EQ) K. Otsu 32:09 (EQ) T. Katsuta 51:08 (EQ) Y. Takami | Widzów: 185 Sędzia główny: Mario Maillet Sędziowie liniowi: Gustav Jonsson Peter Sheppard |
| Godzina: 20:00 | 8 min kar                                                                                        |                           | 8 min kar                                                     | Widzów: 185 Sędzia główny: Mario Maillet Sędziowie liniowi: Gustav Jonsson Peter Sheppard |

## Mecze o miejsca 9-12.
| 17 grudnia 2013 | Ukraina | 14:1 | Wielka Brytania | Stadio del Ghiaccio di Cavalese, Cavalese |

| Szczegóły      | Szczegóły | Szczegóły       | Szczegóły              | Szczegóły                                                                                 |
| -------------- | --- | --------------- | ---------------------- | ----------------------------------------------------------------------------------------- |
| Godzina: 16:00 | O. Zadojenko (EQ) 04:16 D. Konin (PP) 07:01 D. Demianiuk (EQ) 07:36 R. Swyrydow (EQ) (EA) 34:12 W. Aleksiuk (EQ) 34:45 A. Jewsejczik (EQ) 35:29 S. Babinec (EQ) 36:19 W. Ałeksiuk (EQ) 37:21 M. Bucenko (EQ) 38:04 J. Sekirko (SH) 41:49 W. Kiriczenko (SH) 43:07 D. Isajenko (EQ) 45:37 O. Zadojenko (EQ) 48:20 A. Jewsejczik (EQ0 50:11) | (3:0, 6:0, 5:1) | 50:35 (EQ) S.P.P. Mogg | Widzów: 80 Sędzia główny: Lars Johan Hall Sędziowie liniowi: Simone Lega Frederic Monnaje |
| Godzina: 16:00 | 10 min kar |                 | 18 min kar             | Widzów: 80 Sędzia główny: Lars Johan Hall Sędziowie liniowi: Simone Lega Frederic Monnaje |

| 17 grudnia 2013 | Szwecja | 2:1 pd. | Japonia | Stadio del Ghiaccio di Cavalese, Cavalese |

| Szczegóły      | Szczegóły                                    | Szczegóły            | Szczegóły               | Szczegóły                                                                                    |
| -------------- | -------------------------------------------- | -------------------- | ----------------------- | -------------------------------------------------------------------------------------------- |
| Godzina: 20:00 | W. Westlund (PP) 23:05 J. Thomson (EQ) 61:27 | (0:0, 1:0, 0:1, 1:0) | 41:32 (EQ) M. Furuhashi | Widzów: 240 Sędzia główny: Robert Czech Sędziowie liniowi: Jiri Ondracek Federico Stefenelli |
| Godzina: 20:00 | 6 min kar                                    |                      | 6 min kar               | Widzów: 240 Sędzia główny: Robert Czech Sędziowie liniowi: Jiri Ondracek Federico Stefenelli |

Mecz o 11. miejsce
| 19 grudnia 2013 | Japonia | 7:2 | Wielka Brytania | Stadio del Ghiaccio di Cavalese, Cavalese |

| Szczegóły      | Szczegóły | Szczegóły       | Szczegóły                                       | Szczegóły                                                                                   |
| -------------- | --- | --------------- | ----------------------------------------------- | ------------------------------------------------------------------------------------------- |
| Godzina: 20:00 | S. Nakajima (EQ) 03:52 M. Shinohara (PP) 08:02 I. Ikeda (EQ) 08:19 M. Furuhashi (EQ) 12:17 H. Satoh (EQ) (EA) 43:21 K. Yamada (PP) 48:16 M. Furuhashi (EQ) 50:21 | (4:2, 0:0, 3:0) | 02:46 (EQ) S.G.R. Bullas 16:36 (EQ) S.C. Tonnar | Widzów: 170 Sędzia główny: Robert Hallin Sędziowie liniowi: Thomas Pettersen Peter Sheppard |
| Godzina: 20:00 | 6 min kar |                 | 10 min kar                                      | Widzów: 170 Sędzia główny: Robert Hallin Sędziowie liniowi: Thomas Pettersen Peter Sheppard |

Mecz o 9. miejsce
| 19 grudnia 2013 | Ukraina | 6:5 pd. | Szwecja | Stadio del Ghiaccio di Cavalese, Cavalese |

| Szczegóły      | Szczegóły | Szczegóły            | Szczegóły | Szczegóły                                                                                        |
| -------------- | --- | -------------------- | --- | ------------------------------------------------------------------------------------------------ |
| Godzina: 16:00 | W. Kiriczenko (PP) 17:06 J. Sekirko (EQ) 22:35 D. Demianiuk (EQ) 35:21 S. Babinec (PP) 41:04 D. Isajenko (EQ) 53:08 W. Ałeksiuk (PP) 61:29 | (1:0, 2:2, 2:3, 1:0) | 26:24 (EQ) D. Jonsson 32:41 (PP) P. Hastlund 54:51 (PS) P. Renstrom 56:24 (PP) P. Renstrom 58:34 (SH) J. Thomson | Widzów: 105 Sędzia główny: Mario Maillet Sędziowie liniowi: Frederic Monnaje Federico Stefenelli |
| Godzina: 16:00 | 14 min kar |                      | 22 min kar | Widzów: 105 Sędzia główny: Mario Maillet Sędziowie liniowi: Frederic Monnaje Federico Stefenelli |

## Faza pucharowa
|  |                   |                   |                   |                   |   |            |                 |                   |                   |                   |                   |       |       |
|  | Ćwierćfinały      | Ćwierćfinały      | Ćwierćfinały      |                   |   | Półfinały  | Półfinały       | Półfinały         |                   |                   | Finał             | Finał | Finał |
|  | Ćwierćfinały      | Ćwierćfinały      | Ćwierćfinały      |                   |   | Półfinały  | Półfinały       | Półfinały         |                   |                   | Finał             | Finał | Finał |
|  | 18 grudnia 2013   |                   |                   |                   |   |            |                 |                   |                   |                   |                   |       |       |
|  |                   |                   |                   |                   |   |            |                 |                   |                   |                   |                   |       |       |
|  | Rosja             | Rosja             | 5                 |                   |   |            |                 |                   |                   |                   |                   |       |       |
|  | Rosja             | Rosja             | 5                 | 20 grudnia 2013   |   |            |                 |                   |                   |                   |                   |       |       |
|  | Czechy            | Czechy            | 1                 |                   |   |            |                 |                   |                   |                   |                   |       |       |
|  | Czechy            | Czechy            | 1                 |                   |   | Rosja      | Rosja           | 1                 |                   |                   |                   |       |       |
|  | 18 grudnia 2013   |                   |                   |                   |   | Rosja      | Rosja           | 1                 |                   |                   |                   |       |       |
|  |                   |                   | Kanada            | Kanada            | 2 |            |                 |                   |                   |                   |                   |       |       |
|  | Kanada            | Kanada            | Kanada            | Kanada            | 2 | 6          |                 |                   |                   |                   |                   |       |       |
|  | Kanada            | Kanada            |                   |                   |   | 6          | 21 grudnia 2013 |                   |                   |                   |                   |       |       |
|  | Słowacja          | Słowacja          | 0                 |                   |   |            |                 |                   |                   |                   |                   |       |       |
|  | Słowacja          | Słowacja          | 0                 |                   |   | Kanada     | Kanada          | 6                 |                   |                   |                   |       |       |
|  | 18 grudnia 2013   |                   |                   |                   |   | Kanada     | Kanada          | 6                 |                   |                   |                   |       |       |
|  |                   |                   | Kazachstan        | Kazachstan        | 2 |            |                 |                   |                   |                   |                   |       |       |
|  | Kazachstan        | Kazachstan        | Kazachstan        | Kazachstan        | 2 | 6          |                 |                   |                   |                   |                   |       |       |
|  | Kazachstan        | Kazachstan        | 20 grudnia 2013   |                   |   | 6          |                 |                   |                   |                   |                   |       |       |
|  | Łotwa             | Łotwa             | 1                 |                   |   |            |                 |                   |                   |                   |                   |       |       |
|  | Łotwa             | Łotwa             | 1                 |                   |   | Kazachstan | Kazachstan      | 5                 | Mecz o 3. miejsce | Mecz o 3. miejsce | Mecz o 3. miejsce |       |       |
|  | 18 grudnia 2013   |                   |                   |                   |   | Kazachstan | Kazachstan      | 5                 | Mecz o 3. miejsce | Mecz o 3. miejsce | Mecz o 3. miejsce |       |       |
|  |                   |                   | Stany Zjednoczone | Stany Zjednoczone | 1 |            |                 | 21 grudnia 2013   | 21 grudnia 2013   | 21 grudnia 2013   |                   |       |       |
|  | Włochy            | Włochy            | Stany Zjednoczone | Stany Zjednoczone | 1 | 0          |                 | 21 grudnia 2013   | 21 grudnia 2013   | 21 grudnia 2013   |                   |       |       |
|  | Włochy            | Włochy            |                   |                   |   |            |                 | Rosja             | Rosja             | 6                 |                   |       |       |
|  | Stany Zjednoczone | Stany Zjednoczone | 5                 |                   |   |            |                 |                   | Rosja             | 6                 |                   |       |       |
|  | Stany Zjednoczone | Stany Zjednoczone | 5                 |                   |   |            |                 | Stany Zjednoczone | Stany Zjednoczone | 2                 |                   |       |       |
|  |                   |                   |                   |                   |   |            |                 |                   | Stany Zjednoczone | 2                 |                   |       |       |

### Ćwierćfinały
| 18 grudnia 2013 | Kazachstan | 6:1 | Łotwa | Stadio del Ghiaccio di Cavalese, Cavalese |

| Szczegóły      | Szczegóły | Szczegóły       | Szczegóły             | Szczegóły                                                                                 |
| -------------- | --- | --------------- | --------------------- | ----------------------------------------------------------------------------------------- |
| Godzina: 16:00 | A. Szyn (EQ) 03:51 N. Kowzałow (EQ) 08:43 A. Zubkow (EQ) 11:21 A. Ignatienko (EQ) 21:26 L. Mietalnikow (PP) 50:12 J. Rymariew (PP) 57:31 | (3:0, 1:1, 2:0) | 25:32 (EQ) A. Batraks | Widzów: 185 Sędzia główny: Robert Hallin Sędziowie liniowi: Thomas Pettersen Martin Smrek |
| Godzina: 16:00 | 20 min kar |                 | 14 min kar            | Widzów: 185 Sędzia główny: Robert Hallin Sędziowie liniowi: Thomas Pettersen Martin Smrek |

| 18 grudnia 2013 | Rosja | 5:1 | Czechy | Stadio del Ghiaccio „Gianmario Scola”, Val di Fassa |

| Szczegóły      | Szczegóły | Szczegóły       | Szczegóły            | Szczegóły                                                                               |
| -------------- | --- | --------------- | -------------------- | --------------------------------------------------------------------------------------- |
| Godzina: 16:30 | W. Mienszykow (PP) 15:01 A. Szczerbina (PP) 18:07 K. Turukin (PP2) 31:02 W. Mordwinow (EQ) 39:59 W. Sokołow (EQ) 58:59 | (2:0, 2:1, 1:0) | 29:33 (PP) D. Matula | Widzów: 110 Sędzia główny: Mario Maillet Sędziowie liniowi: Marcus Hofer Peter Sheppard |
| Godzina: 16:30 | 12 min kar |                 | 20 min kar           | Widzów: 110 Sędzia główny: Mario Maillet Sędziowie liniowi: Marcus Hofer Peter Sheppard |

| 18 grudnia 2013 | Kanada | 6:0 | Słowacja | Stadio del Ghiaccio di Cavalese, Cavalese |

| Szczegóły      | Szczegóły | Szczegóły     | Szczegóły  | Szczegóły                                                                                        |
| -------------- | --- | ------------- | ---------- | ------------------------------------------------------------------------------------------------ |
| Godzina: 20:00 | L. Heelis (PP) 07:09 T. Carroll (EQ) 15:00 Ch. Desousa (EQ) 15:22 Ch. Culligan (EQ) 49:15 T. Carroll (EQ) 52:20 | (3:0,1:0,2:0) |            | Widzów: 600 Sędzia główny: Ville Johannes Stigell Sędziowie liniowi: Marcus Hofer Peter Sheppard |
| Godzina: 20:00 | 18 min kar |               | 16 min kar | Widzów: 600 Sędzia główny: Ville Johannes Stigell Sędziowie liniowi: Marcus Hofer Peter Sheppard |

| 18 grudnia 2013 | Włochy | 0:5 | Stany Zjednoczone | Stadio del Ghiaccio „Gianmario Scola”, Val di Fassa |

| Szczegóły      | Szczegóły  | Szczegóły       | Szczegóły | Szczegóły                                                                               |
| -------------- | ---------- | --------------- | --- | --------------------------------------------------------------------------------------- |
| Godzina: 20:30 |            | (0:2, 0:0, 0:3) | 06:42 (EQ) J. Feavel 18:22 (EQ) P. Wendecker 47:43 (PP2) D. Mc Auliffe 49:51 (EQ) J. Olen 58:33 (EQ) R. Cotcamp | Widzów: 812 Sędzia główny: Marian Rohatsch Sędziowie liniowi: Remi Aasum Gustav Jonsson |
| Godzina: 20:30 | 16 min kar |                 | 16 min kar | Widzów: 812 Sędzia główny: Marian Rohatsch Sędziowie liniowi: Remi Aasum Gustav Jonsson |

### Mecze o miejsca 5-8.
| 19 grudnia 2013 | Słowacja | 4:1 | Czechy | Stadio del Ghiaccio „Gianmario Scola”, Val di Fassa |

| Szczegóły      | Szczegóły                                                                           | Szczegóły       | Szczegóły           | Szczegóły                                                                                    |
| -------------- | ----------------------------------------------------------------------------------- | --------------- | ------------------- | -------------------------------------------------------------------------------------------- |
| Godzina: 16:30 | M. Kalinac (EQ) 37:11 R. Cutt (EQ) 47:02 M. Kalinac (EQ) 56:12 P. Boltun (EQ) 56:43 | (0:1, 1:0, 3:0) | 18:43 (EQ) J. Babka | Widzów: 60 Sędzia główny: Lars Johan Hall Sędziowie liniowi: Gustav Jonsson Lauri Nikulainen |
| Godzina: 16:30 | 8 min kar                                                                           |                 | 8 min kar           | Widzów: 60 Sędzia główny: Lars Johan Hall Sędziowie liniowi: Gustav Jonsson Lauri Nikulainen |

| 19 grudnia 2013 | Włochy | 4:1 | Łotwa | Stadio del Ghiaccio „Gianmario Scola”, Val di Fassa |

| Szczegóły      | Szczegóły                                                                                    | Szczegóły       | Szczegóły             | Szczegóły                                                                            |
| -------------- | -------------------------------------------------------------------------------------------- | --------------- | --------------------- | ------------------------------------------------------------------------------------ |
| Godzina: 20:30 | E. Miglioranzi (PP) 23:25 F. Gilmozzi (EQ) 29:17 S. Kostner (EQ) 32:29 S. Kostner (PP) 39:25 | (0:0, 4:1, 0:0) | 37:32 (EQ) K. Kuplais | Widzów: 115 Sędzia główny: Robert Cech Sędziowie liniowi: Jiri Ondracek Martin Smrek |
| Godzina: 20:30 | 30 min kar                                                                                   |                 | 28 min kar            | Widzów: 115 Sędzia główny: Robert Cech Sędziowie liniowi: Jiri Ondracek Martin Smrek |

Mecz o 7. miejsce
| 20 grudnia 2013 | Łotwa | 1:8 | Czechy | Stadio del Ghiaccio di Cavalese, Cavalese |

| Szczegóły      | Szczegóły | Szczegóły       | Szczegóły              | Szczegóły                                                                           |
| -------------- | --- | --------------- | ---------------------- | ----------------------------------------------------------------------------------- |
| Godzina: 20:00 | O. Peska (EQ) 05:04 A. Ruzicka (EQ) 30:17 D. Brezina (EQ) 32:27 P. Novak (EQ) (EA) 36:54 R. Vanek (EQ) 40:26 A. Ruzicka (EQ) 45:18 J. Babka (EQ) 53:13 V. Mika (PP) 58:40 | (0:1, 0:3, 1:4) | 45:30 (EQ) A. Birstins | Widzów: 130 Sędzia główny: Robert Hallin Sędziowie liniowi: Remi Aasum Martin Smrek |
| Godzina: 20:00 | 35 min kar |                 | 12 min kar             | Widzów: 130 Sędzia główny: Robert Hallin Sędziowie liniowi: Remi Aasum Martin Smrek |

Mecz o 5. miejsce
| 20 grudnia 2013 | Włochy | 2:4 | Słowacja | Stadio del Ghiaccio di Cavalese, Cavalese |

| Szczegóły      | Szczegóły                                      | Szczegóły       | Szczegóły                                                                            | Szczegóły                                                                                 |
| -------------- | ---------------------------------------------- | --------------- | ------------------------------------------------------------------------------------ | ----------------------------------------------------------------------------------------- |
| Godzina: 16:00 | F. Haidacher (EQ) 12:27 T. Erlacher (EQ) 23:47 | (1:1, 1:1, 0:2) | 05:08 (PP) M. Baran 38:50 (EQ) M. Baran 40:45 (EQ) R. Cutt 57:13 (EQ) (ENG) M. Baran | Widzów: 180 Sędzia główny: Robert Cech Sędziowie liniowi: Thomas Pettersen Peter Sheppard |
| Godzina: 16:00 | 6 min kar                                      |                 | 6 min kar                                                                            | Widzów: 180 Sędzia główny: Robert Cech Sędziowie liniowi: Thomas Pettersen Peter Sheppard |

### Półfinały
| 20 grudnia 2013 | Rosja | 1:2 | Kanada | Stadio del Ghiaccio „Gianmario Scola”, Val di Fassa |

| Szczegóły      | Szczegóły             | Szczegóły       | Szczegóły                                 | Szczegóły |
| -------------- | --------------------- | --------------- | ----------------------------------------- | --- |
| Godzina: 16:30 | P. Kopytin (EQ) 58:10 | (0:1, 0:0, 1:1) | 19:43 (EQ) T. Caroll 40:34 (EQ) E. Faille | Widzów: 425 Sędzia główny: Lars Johan Hall Ville Johannes Stigell Sędziowie liniowi: Marcus Hofer Lauri Nikulainen |
| Godzina: 16:30 | 8 min                 |                 | 14 min                                    | Widzów: 425 Sędzia główny: Lars Johan Hall Ville Johannes Stigell Sędziowie liniowi: Marcus Hofer Lauri Nikulainen |

| 20 grudnia 2013 | Kazachstan | 5:1 | Stany Zjednoczone | Stadio del Ghiaccio „Gianmario Scola”, Val di Fassa |

| Szczegóły      | Szczegóły                                                                                                   | Szczegóły       | Szczegóły            | Szczegóły                                                                                             |
| -------------- | --- | --------------- | -------------------- | --- |
| Godzina: 20:30 | A. Szyn (EQ) 07:36 J. Rymariew (PP) 20:29 J. Rymariew (EQ) 41:59 A. Lipin (EQ) 48:14 N. Kowzałow (EQ) 52:43 | (1:0, 1:0, 3:1) | 47:32 (EQ) S. Murphy | Widzów: 512 Sędzia główny: Mario Maillet Marian Rohatsch Sędziowie liniowi: Simone Lega Jiri Ondracek |
| Godzina: 20:30 | 12 min kar                                                                                                  |                 | 20 min kar           | Widzów: 512 Sędzia główny: Mario Maillet Marian Rohatsch Sędziowie liniowi: Simone Lega Jiri Ondracek |

### Mecz o trzecie miejsce
| 21 grudnia 2013 | Rosja | 6:2 | Stany Zjednoczone | Stadio del Ghiaccio „Gianmario Scola”, Val di Fassa |

| Szczegóły      | Szczegóły | Szczegóły       | Szczegóły                      | Szczegóły |
| -------------- | --- | --------------- | ------------------------------ | --- |
| Godzina: 10:30 | D. Fajzulin (EQ) 05:42 A. Sumin (PP) 08:18 A. Diemidow (EQ) 09:25 A. Diemidow (EQ) 20:42 K. Putiłow (PP) 32:02 A. Sumin (PP) 53:39 | (1:0, 1:0, 3:1) | J. Feavel 55:53 (PP) G. Sargis | Widzów: 140 Sędzia główny: Mario Maillet Ville Johannes Stigell Sędziowie liniowi: Peter Sheppard Federico Stefenelli |
| Godzina: 10:30 | 12 min kar |                 | 18 min kar                     | Widzów: 140 Sędzia główny: Mario Maillet Ville Johannes Stigell Sędziowie liniowi: Peter Sheppard Federico Stefenelli |

### Finał
| 21 grudnia 2013 | Kazachstan | 2:6 | Kanada | Stadio del Ghiaccio „Gianmario Scola”, Val di Fassa |

| Szczegóły      | Szczegóły                             | Szczegóły       | Szczegóły | Szczegóły                                                   |
| -------------- | ------------------------------------- | --------------- | --- | ----------------------------------------------------------- |
| Godzina: 14:30 | A. Szyn (EQ) 00:14 A. Szyn (PP) 52:27 | (1:3, 0:2, 1:1) | 03:39 (EQ) M. Cazolla 05:25 (EQ) J. Day 07:16 (EQ) M. Maione 25:24 (EQ) C. Culligan 32:03 (PP) N. Macneil 48:32 (PP) C. Culligan | Widzów: 2600 Sędzia główny: Gustav Jonsson Frederic Monnaje |
| Godzina: 14:30 | 155 min                               |                 | 91 min | Widzów: 2600 Sędzia główny: Gustav Jonsson Frederic Monnaje |